# Мірчук Марія
Марі́я Мірчу́к (дошлюбне прізвище Голомбек; 16 серпня 1886, Відень — 12 квітня 1963, Мюнхен) — мовознавець, перекладачка, педагог. Дружина Івана Мірчука, мати Іванни-Марії Мірчук-Ратич.

## Життєпис
Народилася 16 серпня 1886 року у Відні (нині Австрія) в німецькій сім'ї Й. Голобека, який обіймав посаду директора сектору Міністерства громадських робіт у Відні.
У 1920-х роках разом з чоловіком стала засновницею екстериторіального центру українства в німецькомовному культурному просторі Берліна. За її активної допомоги 1924 року засноване Українське товариство червонохресної допомоги біженцям з осідком у Ваннзее; протягом 1929—1945 років воно діяло як Українське товариство допомоги біженцям. Входила до складу Контрольної комісії товариства.
У 1947—1961 роках викладала англійську мову в Українському вільному університеті в Мюнхені. Померла в Мюнхені 12 квітня 1963 року.

## Творчість
Від 1927 року перекладала українську прозу німецькою мовою. 1942 року у Лейпцигу видала збірку українських новел «Die Scholle. Ukrainische Novellen» («Земля. Українські новели»). У збірці вміщено її власні німецькомовні інтерпретації зразків малої прози Івана Франка, Миколи Чернявського, Архипа Тесленка, Василя Стефаника, Марка Черемшини, Ольги Кобилянської, Михайла Коцюбинського, Богдана Лепкого, Григорія Косинки, Софії Парфанович-Вовчук, Миколи Хвильового, Юрія Косача.
1955 року видала рецензію на антологію Ганса Коха «Koch: Die ukrainische Lyrik, 1840 bis 1940» («Osteuropa», issue 5).
Авторка критичних нарисів у німецьких журналах. Співавторка наукових праць свого чоловіка.